# Jací (São Paulo)

Localización de Jací en el estado de São Paulo.

Jací es un municipio en el estado de São Paulo en Brasil. La población en 2004 fue de 4.568 habitantes y el área es 144,88 km². La elevación es de 545 m. El topónimo proviene de la lengua tupí.

## Demografía
Los datos son del año 2000:
- Población total: 5.117
- Urbana: 3973
- Rural: 1144
- Hombres: 2135
- Mujeres: 1982

## Economía
La principal actividad económica es la industria. Tiene un total de 72 fábricas incluyendo grandes, medianas y pequeñas.
- Datos: Q1760848
- Multimedia: Jaci (São Paulo) / Q1760848